# Sobreuniforme militar

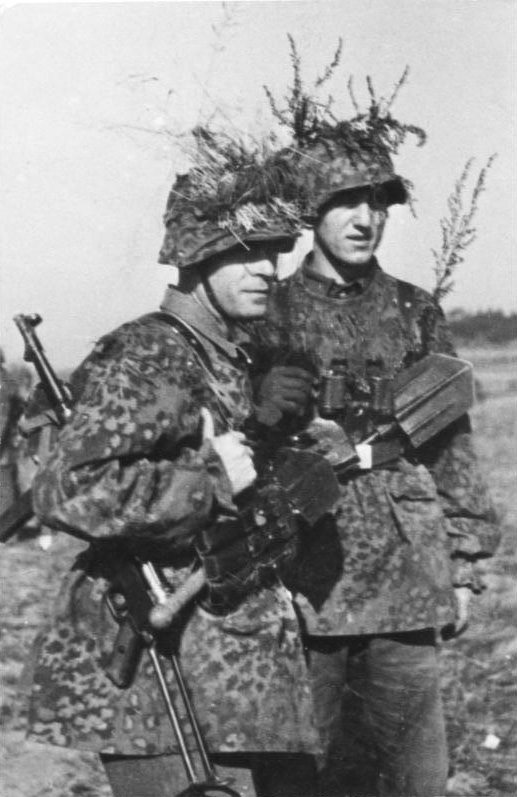
Sobreuniforme: soldats de les Waffen-SS amb la brusa mimètica (Tarnhemd) duta per damunt de la guerrera (front oriental, v. 1944/45)

Un sobreuniforme militar és un uniforme militar que es duu per damunt d'un altre a fi de protegir el de sota contra el desgast i la brutícia, o bé com a peça d'abrigar, o –en cas de sobreuniforme mimètic— per tal de camuflar-se. Pot ser d'una peça, a manera de granota, o bé de dues peces, que generalment són sobrejaqueta (o parca, o sobrejaqueta-parca) i sobrepantaló (o sobrepantaló multibutxaca), aquest sostingut, sovint, mitjançant elàstics incorporats o separables. Les peces de sobreuniforme es confeccionen ben amples, per a poder usar-les còmodament sobre l'altra roba.
El català sobreuniforme equival a l'esp. sobreuniforme, fr. survêtement, it. sovravestito, port. sobre-uniforme, ang. oversuit i overgarment, al. Überanzug, rus комбинезон (kombinezon), etc., etc.

## Precisions terminològico-conceptuals
El sobreuniforme militar d'una peça ve a ésser una granota; però també hi ha sobreuniformes de dues peces, els quals, per definició, no tenen res de granota. Inversament, la granota militar ve a ésser un sobreuniforme d'una peça; però no totes les granotes militars són sobreuniformes, perquè certs tipus i determinats models es duen directament sobre la roba interior. És per això que, en uniformologia, ambdós termes s'han especialitzat dins els paràmetres següents:
- es considera sobreuniforme (tant si és d'una peça com de dues) aquell que s'usa amb funció d'uniforme de campanya per a tropes terrestres i que es duu per damunt d'un uniforme convencional.

- es reserva granota per a designar aquelles peces de cos sencer usades per a feineig (granota de treball, no gaire diferent de la civil), així com aquells uniformes d'una peça (tant si són duts sobre un altre uniforme com directament sobre la roba interior) propis de determinades especialitats: granota de tanquista, granota de salt (per a paracaigudista) i granota de vol (per a aviador).

D'altra banda, cal dir que el sobreuniforme no té per què ésser mimètic, però que, en la pràctica, generalment ho és.

## Història i tipologia dels sobreuniformes de campanya

### Segona Guerra Mundial
Fent abstracció de l'equipament de franctirador, les primeres peces de sobreuniforme de campanya en sentit modern, oficialment reglamentades i de confecció industrial en sèrie, aparegueren durant la Segona Guerra Mundial.
La funció d'aquests primers sobreuniformes era essencialment mimètica, amb el teixit, bé en patrons nivals (Finlàndia, URSS, Tercer Reich), bé en patrons boscosos (URSS, Tercer Reich i, més endavant, Itàlia i EUA). També hi havia peces reversibles, bé entre nival i boscós (Tercer Reich), bé entre boscós de primavera i boscós de tardor (Tercer Reich, EUA).

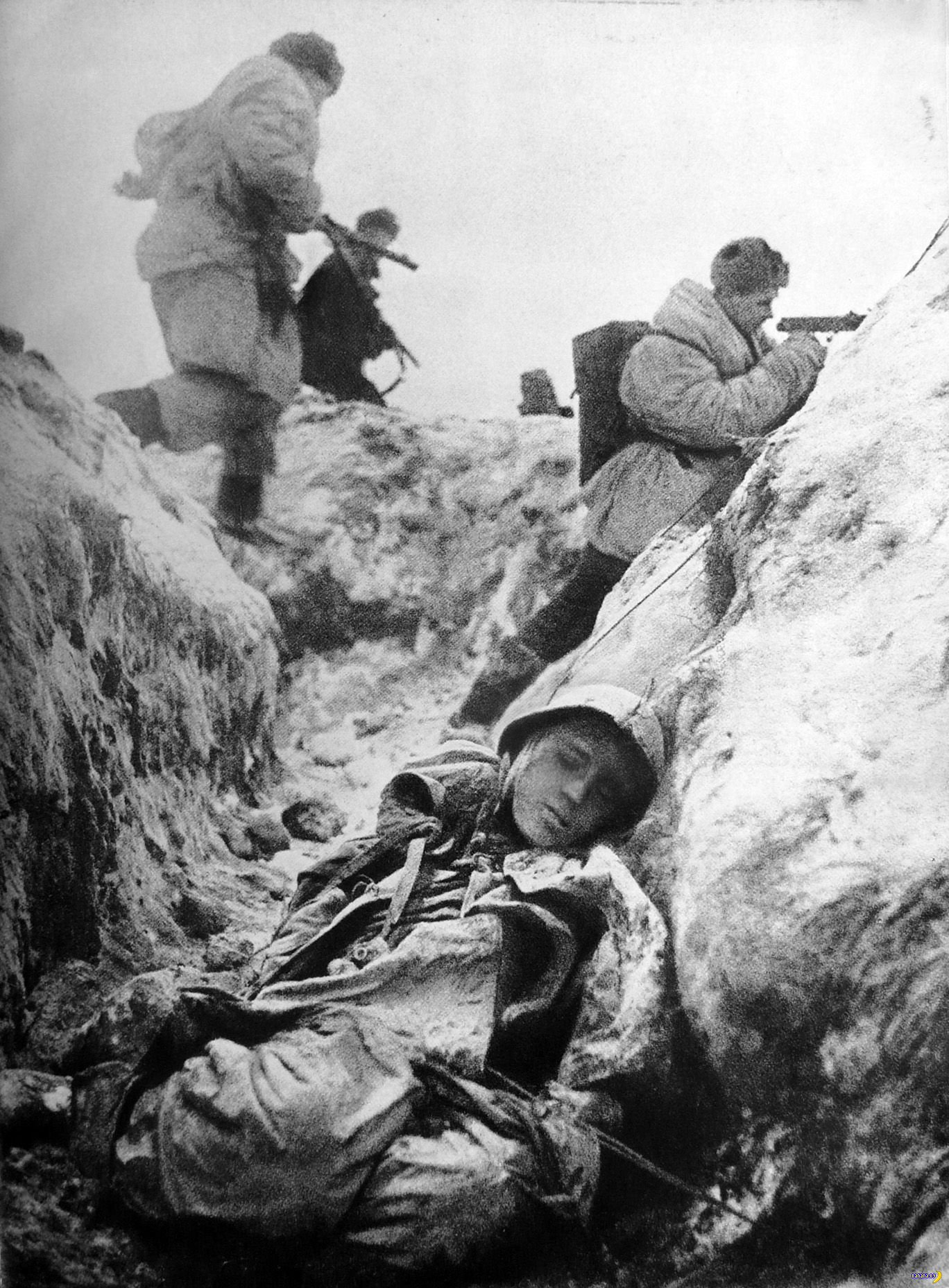
Càrrega de tropes soviètiques en sobreuniforme nival (front de Leningrad, 1943)

Quant al disseny, aquests sobreuniformes, segons cada cas, podien ser d'una peça, a manera de granota (URSS, Tercer Reich, EUA), o bé de dues peces, a l'estil d'un uniforme convencional (Finlàndia, URSS, Tercer Reich, EUA, Itàlia). També podien consistir exclusivament en una peça superior; la versió clàssica d'aquesta fou la brusa mimètica (Tarnhemd) de les Waffen-SS (en patrons clapejats) i, més endavant, també de la Wehrmacht (en patrons estellats), la qual era tancada (es col·locava passant-la pel cap) i mancava de coll (per tal de mostrar el coll de la guerrera que es duia a sota), però podia dur talls verticals amb què atènyer les butxaques de guerrera i pantaló, i també tires de roba per a adjuntar-hi fullatge.

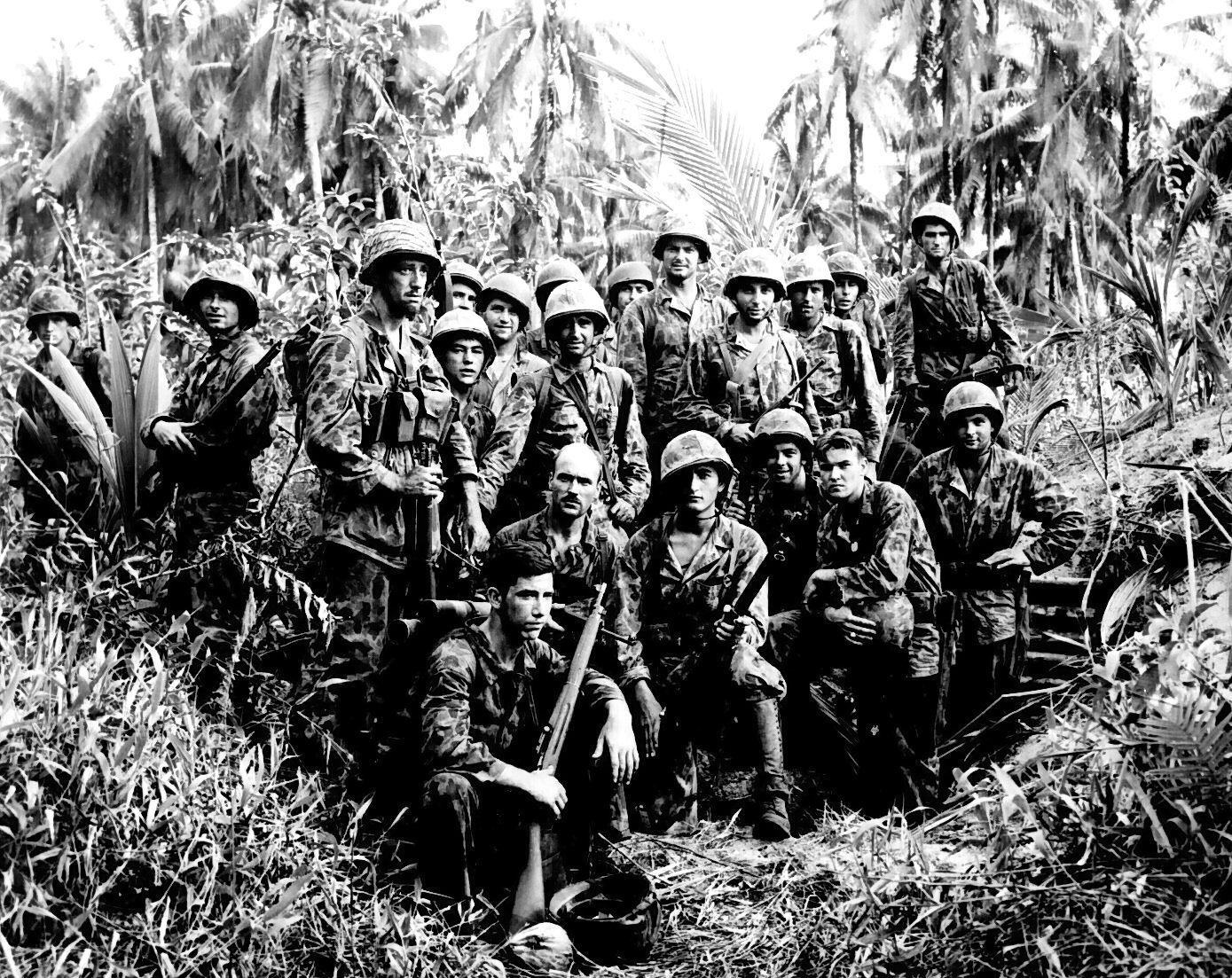
Marines estatunidencs en sobreuniformes mimètics (Bougainville, 1944)

El disseny simplificat i eminentment pràctic de les peces de sobreuniforme pot haver estat un dels elements que influïren en l'evolució del disseny general dels uniformes. Per exemple, l'estil de les sobrejaquetes de la Segona Guerra Mundial s'assembla més a la brusa de campanya moderna que no a la guerrera tradicional (d'on el nom); i la versió d'hivern generalment és més acostada a la parca actual que no al capot.
Val a dir que les tropes nazis (les Waffen-SS i, més endavant, també la Wehrmacht) foren les que usaren peces mimètiques, generalment sobreuniformes, de manera més massiva. Als altres exèrcits només n'usaven tropes escollides; per exemple, tiradors especialitzats, tropes de reconeixement i tropes de muntanya, a l'Exèrcit Roig; marines, en el cas estatunidenc; etc.
Així doncs, els primers uniformes mimètics de tipus modern foren sobreuniformes, en la gran majoria de casos, fins al punt que els primers patrons mimètics per a uniforme militar foren creats quasi sempre per a sobreuniformes. Fins i tot les bruses de salt (com la Denison smock britànica), que eren mimètiques, podien ser interpretades com a peça de sobreuniforme. Això determinà que, en les primeres dècades, el concepte de 'uniforme mimètic' es vinculés estretament al concepte de 'sobreuniforme'.

### De la postguerra als anys seixanta
En la postguerra, la tendència general en la gran majoria d'exèrcits del món fou reservar els uniformes de camuflatge per a ús exclusiu de forces d'elit; i aquests uniformes mimètics aviat foren de tipus convencional, és a dir, duts directament sobre la roba interior, en comptes d'ésser sobreuniformes. Entre els primers exemples del cas hi ha l'uniforme francès de paracaigudista en patró lleopard (1951/52).

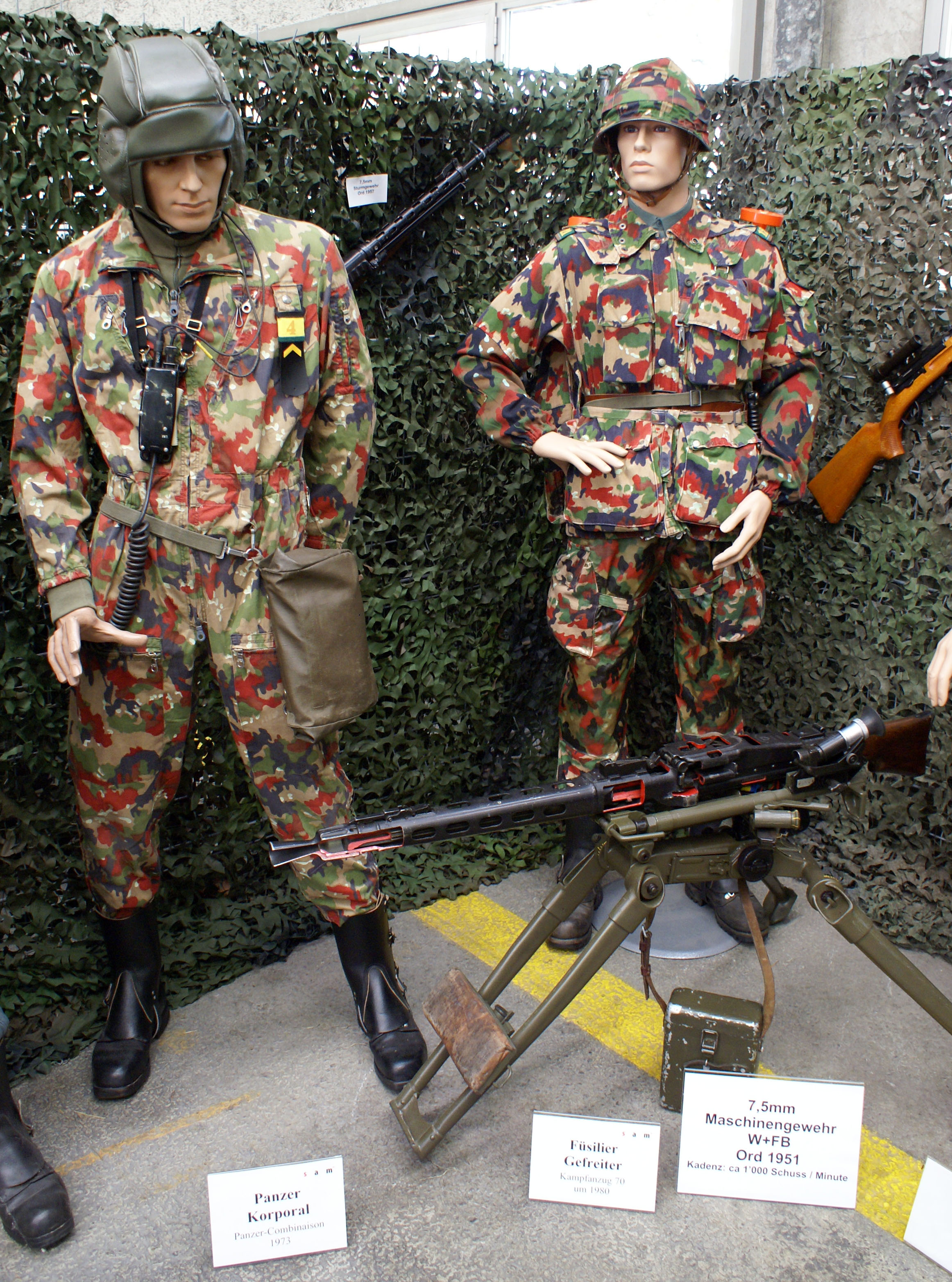
Suïssa: granota mimètica de tanquista i sobreuniforme mimètic de dues peces m. 1957

Paral·lelament, en canvi, la vinculació entre camuflatge i sobreuniforme (i viceversa) es conservà intacta en aquells pocs exèrcits que es decidiren a vestir el gruix de les tropes en patrons mimètics: almenys al principi ho feren desenvolupant sobreuniformes que es duien sobre l'uniforme de diari o de feineig; una mica com si els militars de l'època percebessin el camuflatge com a expedient d'urgència amb què sortir del pas, però no com a uniforme de debò. Fou el cas d'Itàlia (en telo mimetico, 1951), de la RFA (Splittermuster, 1956), de la RDA (ameba, 1949/56, i Flächentarn, 1957), de Suïssa (Alpenflage, 1957), d'Àustria (Fleckerlteppich, 1957), etc. Pel que fa al disseny, només el sobreuniforme italià, tan primerenc, optà per la versió de cos sencer (tuta mimetica o tuta policroma, 1951); el 1958 passaria a la versió de dues peces (mimetica due pezzi). Els sobreuniformes apareguts a partir de 1957 ja van néixer com a conjunt de sobrejaqueta (d'estil brusa de campanya) i sobrepantaló (d'estil pantaló multibutxaca, generalment).

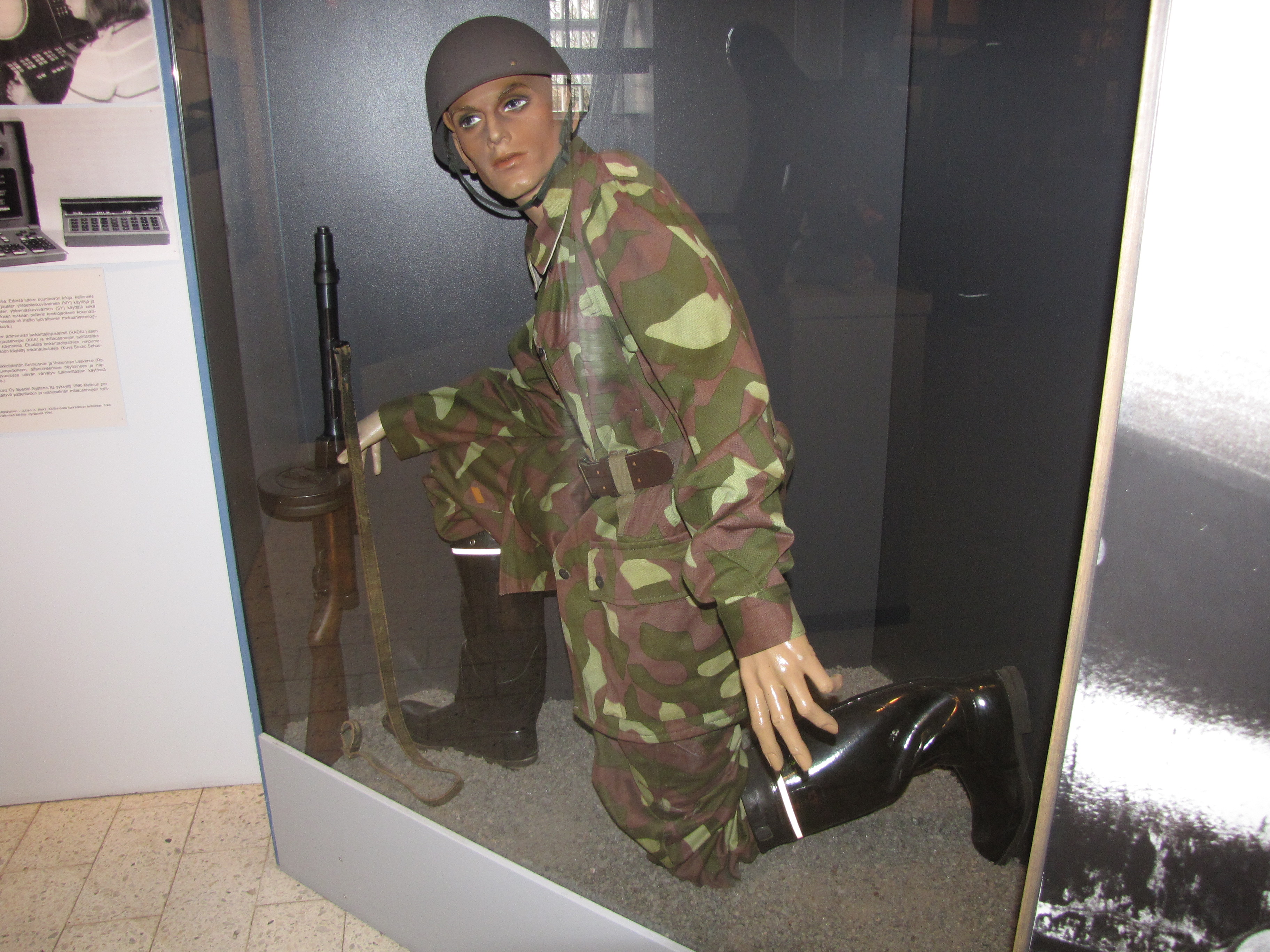
Sobreuniforme mimètic finlandès m. 1962

Cap a finals dels anys cinquanta comença la decadència dels sobreuniformes mimètics, la majoria dels quals, o bé són substituïts per uniformes convencionals de color llis (RFA, 1959), o bé conserven la superfície mimètica però esdevenen uniformes convencionals (RDA, 1964). És probable que l'uniforme polonès m. 1958, en patró pluvial deszczyk, hagi estat el primer de mimètic que, adreçant-se al gruix d'un exèrcit, fou dissenyat per a dur directament sobre la roba interior, i no pas com a sobreuniforme. Com a norma general, els models sorgits posteriorment arreu del món seguirien aquesta pauta (amb alguna excepció, com el sobreuniforme mimètic finlandès m. 1962).
També hi hagué casos de sobreuniformes mimètics amb longevitat excepcional: la mimetica due pezzi italiana (en telo mimetico), que vigí fins al 1975; el Fleckerlteppich austríac, suprimit el 1978; l'Alpenflage suís, que no pren caire d'uniforme convencional fins al 1983; etc.

### Actualitat

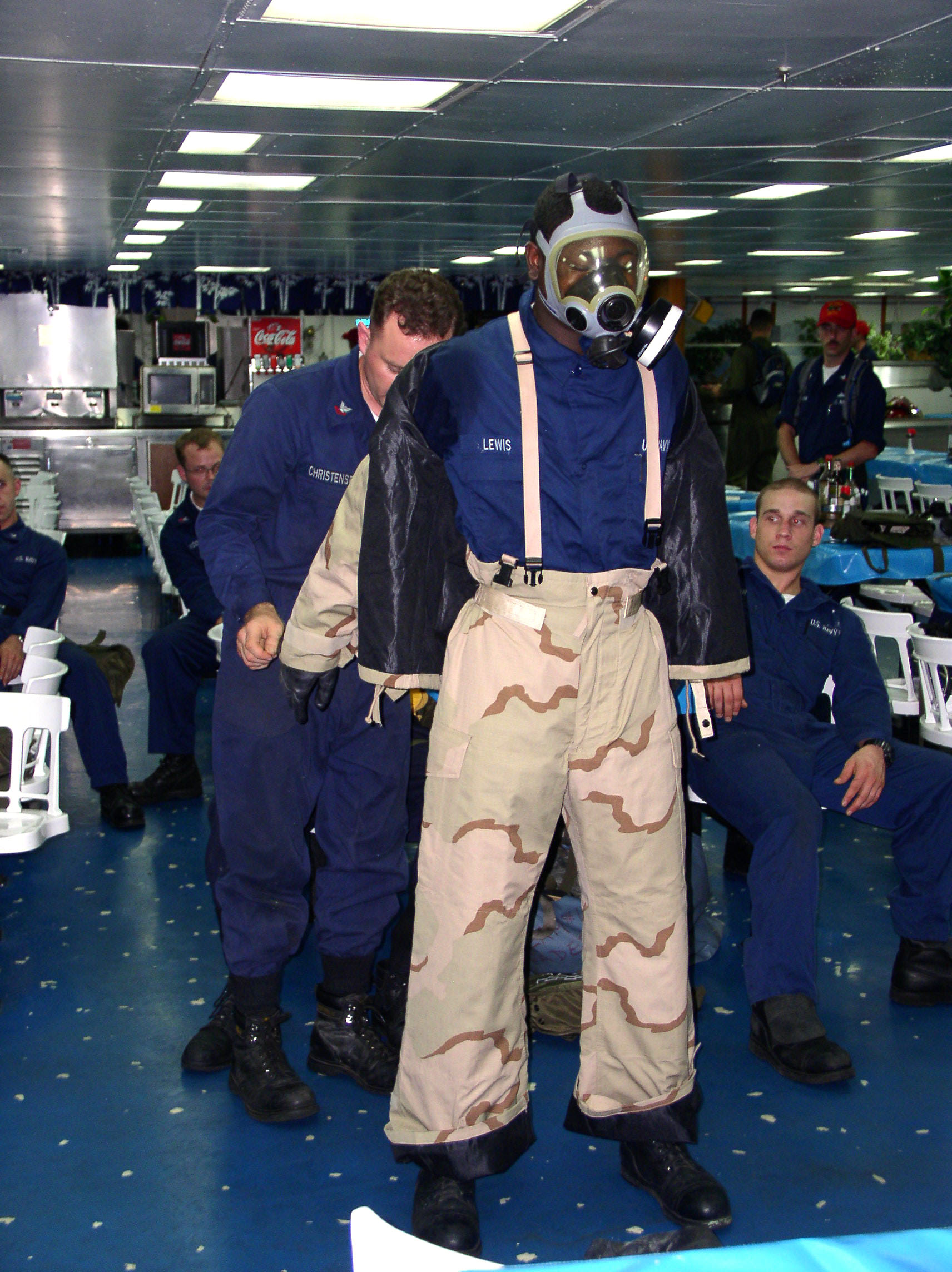
Militar estatunidenc posant-se un equip de protecció antiquímica, un dels tipus de sobreuniforme més habituals actualment

Avui dia, i al cap de dècades d'abandonament del concepte, hi ha exèrcits que usen nous tipus de sobreuniforme de campanya, però amb funció, bé de protecció antiquímica (equips NBQ), bé essencialment d'abric. Exemple del segon cas és el sovravestito invernale italià en patró mimetica vegetata (2004), que es duu per damunt de l'uniforme mimètic d'entretemps (del mateix patró).